# Priesterseminar Köln
Das Priesterseminar Köln ist eine Institution zur Ausbildung katholischer Priester im Erzbistum Köln. Sie verbringen dort nach ihrer wissenschaftlichen Ausbildung die letzten beiden Jahre vor der Priesterweihe.

## Das Haus
Das Priesterseminar liegt in der Kardinal-Frings-Straße 12 in der Kölner Innenstadt, unweit von Kölner Dom und Hauptbahnhof. Dort wurde 1957 zusammen mit dem Erzbischöflichen Haus in der damaligen Eintrachtstraße auch ein Neubau für das Priesterseminar errichtet, weil Kardinal Frings das große Gelände des im Krieg zerstörten Bischofspalais nicht allein bewohnen wollte. 1959 wurde hier das Seminarleben aufgenommen, 1990/91 erfolgte eine Renovierung. In dem Gebäudekomplex war, mit Eingang von der Gereonstraße, außerdem die Erzbischöfliche Diözesan- und Dombibliothek untergebracht, die 1983 nach dem Bau des Tagungszentrums Maternushaus auf der gegenüberliegenden Straßenseite dorthin umzog. Die Räumlichkeiten der Bibliothek nutzt heute das Diözesanarchiv.

## Geschichte

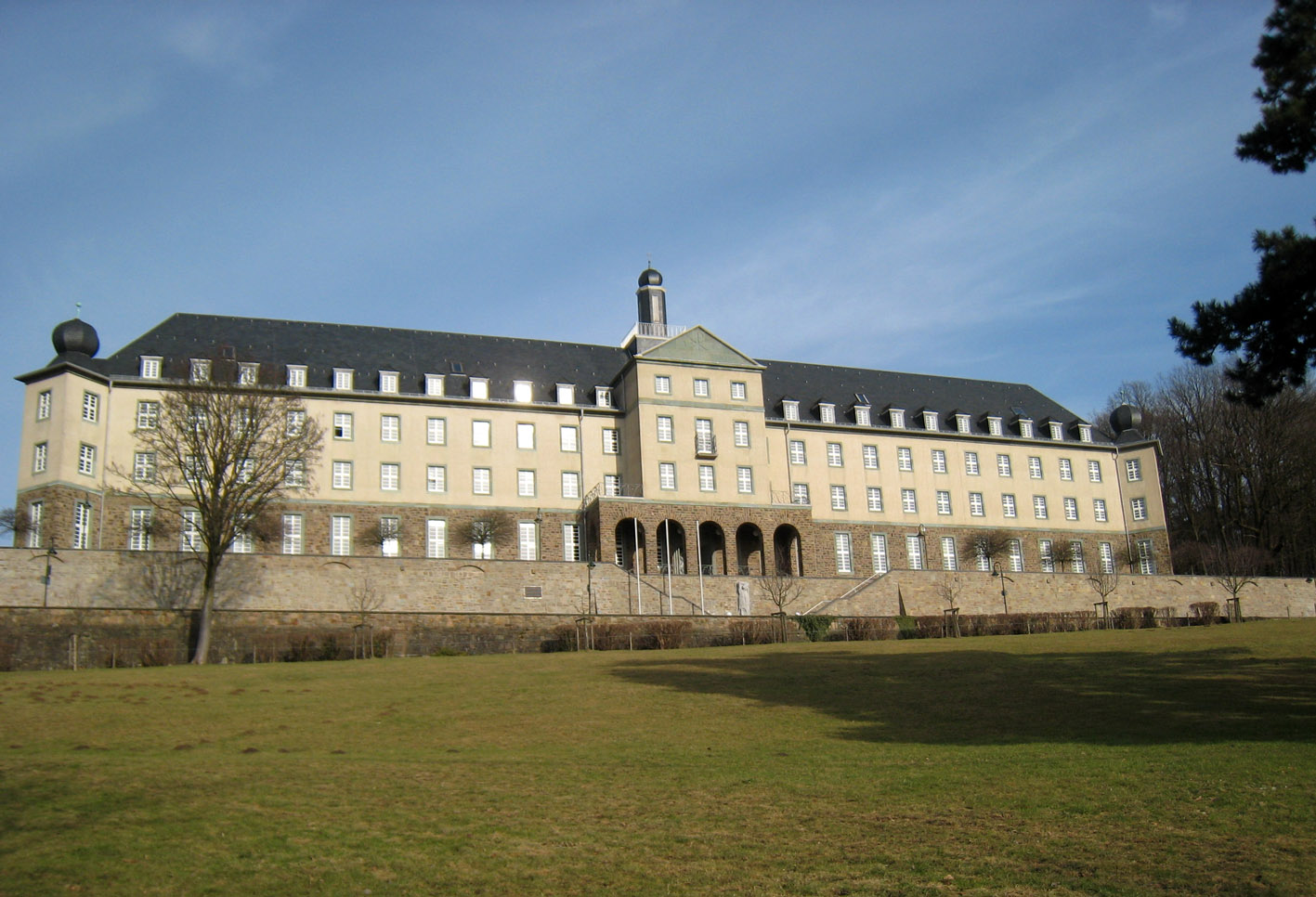
Das Kardinal-Schulte-Haus in Bergisch Gladbach, 1924 erbaut als Priesterseminar

1615 wurde das Priesterseminar an der Marzellenstraße eröffnet, wo heute die Kirche St. Mariä Himmelfahrt steht. Es wurde im 18. Jahrhundert an die Domsüdseite verlagert, ab 1827 befand es sich im ehemaligen Jesuitenkolleg in der Marzellenstraße, dem heutigen Erzbischöflichen Generalvikariat. Im Kulturkampf war es von 1875 bis 1886 geschlossen. 1895 erfolgte eine große Renovierung.
1924 entschloss sich Karl Joseph Kardinal Schulte zum Neubau des Priesterseminars Bensberg, da die Innenstadtlage und die Enge des Gebäudes das Seminarleben mehr und mehr beeinträchtigten. 1957 kehrte das Priesterseminar in die Eintrachtstraße nach Köln zurück. Das Gebäude im heutigen Stadtteil Bockenberg der Stadt Bergisch Gladbach dient heute als Tagungszentrum Kardinal-Schulte-Haus des Erzbistums Köln und Sitz der Thomas-Morus-Akademie Bensberg in Trägerschaft des Diözesanrates der Katholiken im Erzbistum Köln.

## Ausbildung und Organisation
Die Kandidaten erhalten heute in der Regel ihre wissenschaftliche Ausbildung an der Universität Bonn und wohnen währenddessen im Theologenkonvikt Collegium Albertinum in Bonn. Nach dem Abschluss des Studiums treten sie für den berufspraktischen Teil der Ausbildung in das Priesterseminar ein. In der Regel leben dort etwa 30 Studierende.
Schwerpunkte im ersten Ausbildungsjahr im Priesterseminar (Pastoraljahr) sind u. a. schulische Religionspädagogik, Kinderkatechese und caritative Diakonie. Nach der Weihe zum Diakon üben die Priesteranwärter in Gemeinden vor Ort ihren Dienst aus und bereiten sich anschließend im Priesterseminar auf die Priesterweihe vor. Die Schwerpunkte im Diakonatsjahr sind u. a. Sakramentenpastoral, Katechetik, Pastoralliturgie, Homiletik (Predigtlehre und -praxis) und Supervision.
Im Neupriesterjahr, das nach der Priesterweihe beginnt, erfolgt die Begleitung bis zum Einsatz an der ersten Kaplansstelle. Inhaltliche Schwerpunkte sind hier u. a. priesterliche Lebensvollzüge, Beichtpastoral und Pastoralpsychologie.
Das Priesterseminar wird geleitet vom Regens. Der Spiritual ist der geistliche Begleiter der Priesteranwärter und Neupriester.